# The Complete Picture (The Smiths)
The Complete Picture è una raccolta di video musicali della band inglese The Smiths
Pubblicata dalla Warner, nel novembre del 1992 in formato VHS, venne in seguito riedita, il 10 aprile del 2004, anche in formato DVD.

## Realizzazione
Raccoglie cinque video promozionali della band, realizzati nel biennio 1988/1990 e diretti da Tim Broad, Derek Jarman e dalla coppia Paula Grief/Richard Levine, più alcune apparizioni al programma televisivo Top of the Pops.
L'ultimo video è in realtà un cortometraggio diretto da Derek Jarman, intitolato The Queen is Dead , in cui il regista inglese mette in musica tre canzoni tratte dall'album omonimo (There Is a Light That Never Goes Out, Panic e la title track stessa) e in cui gli Smiths non appaiono mai.
La copertina, nella versione europea, ritrae una foto di Dennis Hopper, intitolata Biker Couple (e tratta da Out Of The Sixties) mentre, nella versione americana, c'è invece una foto dell'attore Richard Davalos, realizzata durante le riprese del film La valle dell'Eden.

## Video
1. This Charming Man (video)
2. What Difference Does It Make? (live at Top of the Pops)
3. Panic (video)
4. Heaven Knows I'm Miserable Now (live at Top of the Pops)
5. Ask (video)
6. The Boy with the Thorn in His Side (live at Top of the Pops)
7. How Soon Is Now? (video)
8. Shoplifters of the World Unite (live at Top of the Pops)
9. Girlfriend in a Coma (video)
10. Sheila Take a Bow (live at Top of the Pops)
11. Stop Me If You Think You've Heard This One Before (video)
12. The Queen Is Dead / There Is a Light That Never Goes Out / Panic